# Muséum d'histoire naturelle de Bordeaux
Pour les articles homonymes, voir Muséum d'histoire naturelle.
Le muséum d'histoire naturelle de Bordeaux, désormais appelé Muséum de Bordeaux - sciences et nature, est un musée d'histoire naturelle français situé à Bordeaux, dans le département de la Gironde, en région Nouvelle-Aquitaine.
Cet établissement municipal est sous le contrôle du ministère de l'Éducation nationale, de l’Enseignement supérieur et de la Recherche, et bénéficie également du soutien de la direction régionale des Affaires culturelles d'Aquitaine.
Le muséum est labellisé « Musée de France » et se conforme aux préconisations du service des Musées de France du ministère de la Culture et de la Communication.
L’établissement a été fermé à partir de 2008 pour des travaux de rénovation et de la mise en sécurité.Il a rouvert le 31 mars 2019 après dix ans de fermeture.
Il est possible d'accéder au Muséum par les lignes   station Jardin public et Fondaudège Muséum, ainsi que par les lignes  2 3 4 12 15 26

## Historique

### XVIIIesiècle
C'est la collection de François-de-Paule Latapie (professeur d'histoire naturelle à l'école centrale de la Gironde) qui, en 1791, est à l'origine des collections du muséum de Bordeaux,. Elle est complétée en 1804 par celle du riche armateur Bernard Journu-Auber. À ce titre, l'établissement figure parmi les premières collections publiques créées au lendemain de la Révolution. Dans le musée, une plaque rappelle aussi la participation de la maison Journu à la traite négrière.

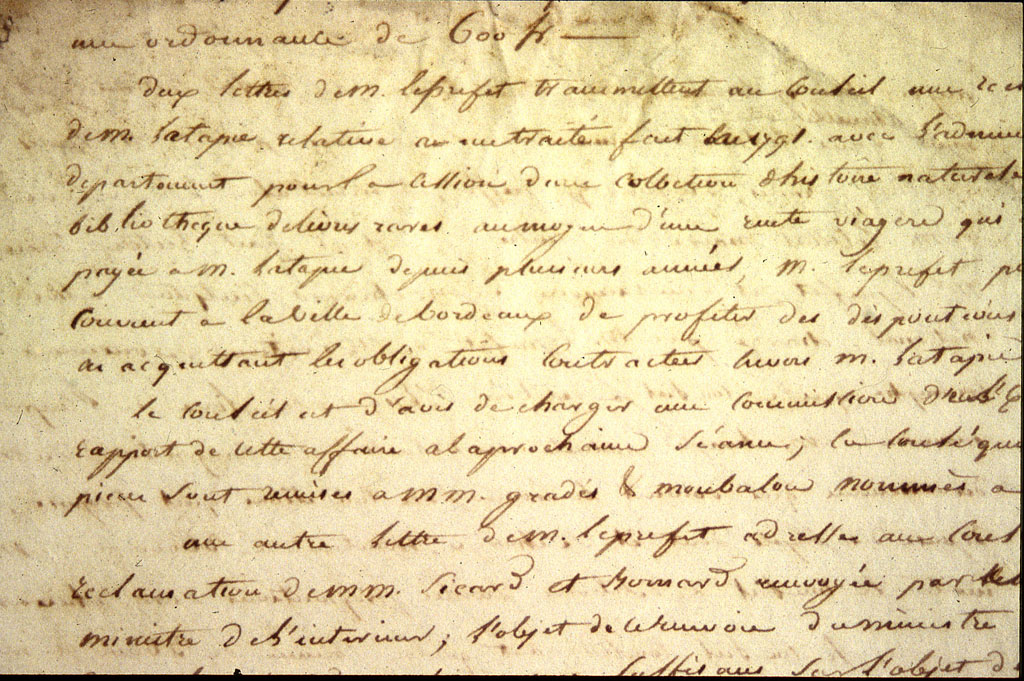
Document don Latapie
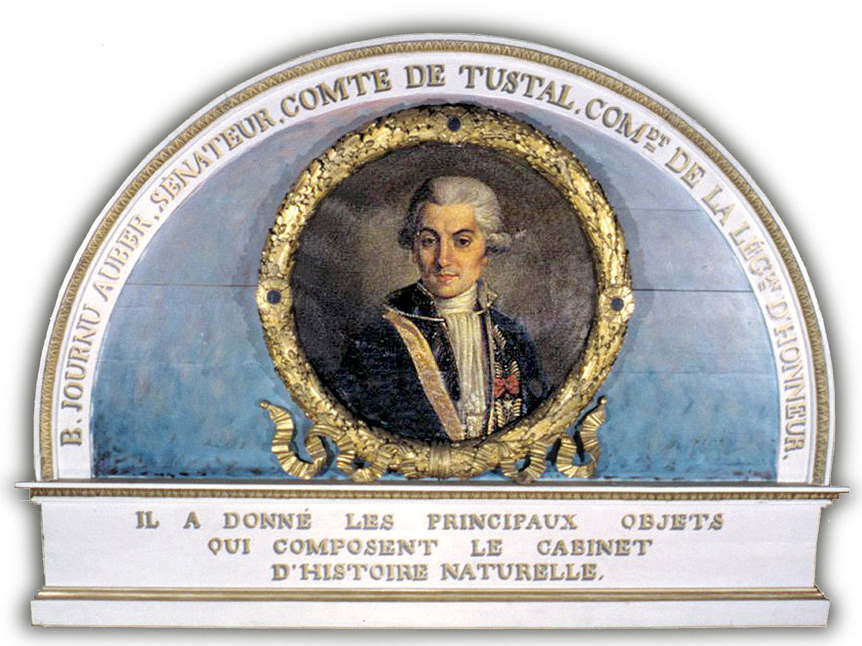
Bernard Journu-Auber
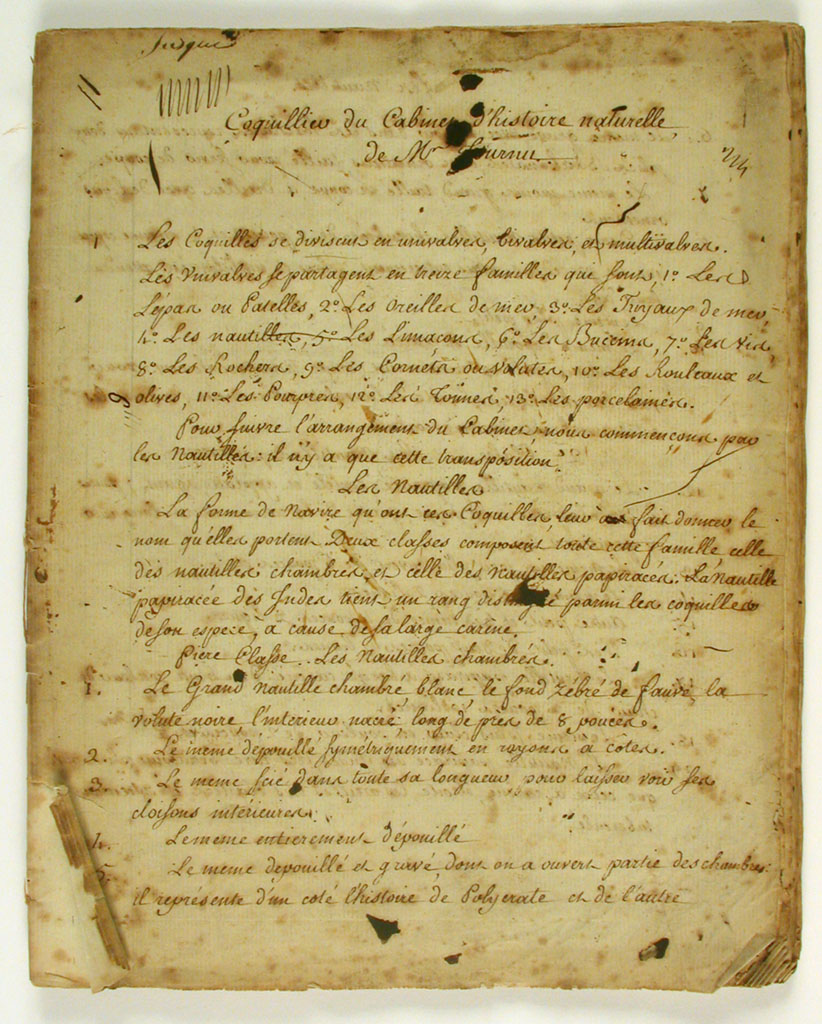
Texte fondateur Journu-Auber

### XIXesiècle, cabinet d'histoire naturelle
Créé en 1811, le cabinet d'histoire naturelle est situé dans l'ancien hôtel de l'Académie. Il n'occupe alors qu'une partie du bâtiment nommé Le Musée qui regroupe la bibliothèque, la galerie de Tableaux, le musée des Antiques et l'école de Dessin. En 1862, les collections sont déménagées dans l'hôtel de Lisleferme, au sein du jardin public. L'ancien cabinet devient alors muséum.

### XXesiècle, muséum d'histoire naturelle
L'hôtel de Lisleferme, propriété de la commune, est inscrit sur l'inventaire supplémentaire des Monuments historiques le 8 octobre 1935. En 1952, trois salles supplémentaires de cet hôtel particulier du XVIIIe siècle lui sont affectées avec le départ du musée Préhistorique et Ethnographique pour le musée d'Aquitaine.
En 1960, dans la perspective du centenaire de l'installation du muséum dans l'hôtel de Lisleferme, le directeur de l'époque, le professeur M. Vigneaux, entreprend une campagne de travaux d'électricité et chauffage. Le bâtiment reste fermé pendant deux ans. À la réouverture, en janvier 1963, le muséum reçoit 5 000 visiteurs,.
Le rez-de-chaussée du muséum subit en 1982 une importante inondation, dont dans la salle Harlé qui contient une partie de la collection du même nom. Le muséum reste fermé pendant deux mois. Ces 450 m2 sur ce niveau ne sont plus dédiés qu’aux expositions temporaires et des animations et compte tenu des travaux, elles sont utilisées depuis 1987. La pérennisation des expositions temporaires est décidée en 1992 lorsque Nathalie Mémoire prend la direction de l'établissement. Cette disposition n’est plus modifiée jusqu'à la fermeture du muséum.
À la fin du XXe siècle, le bâtiment ne répond plus aux exigences de sécurité et d'accueil de tous les publics, notamment handicapés et très jeunes.

### XXIesiècle, muséum sciences et nature
Au début du XXIe siècle le musée d'histoire naturelle affiche une fréquentation de 34 405 visiteurs en 2003, 43 290 en 2004, 65 988 en 2005, 59 554 en 2006 et 68 580 visiteurs en 2007.

#### Fermeture pour travaux en 2008
Le conseil municipal du 3 juillet 2006 vote le projet de rénovation et d'agrandissement du muséum. En juillet 2007, parmi 67 candidats, le groupement Basalt Architecture (mandataire) avec Die Werft Muséographie et Média (scénographie), Coplan-Grontmij (bureau d'études techniques) et Impédance (acoustique) est retenu pour le projet architectural et muséographique. Compte tenu de la complexité du chantier, la réouverture, prévue originellement en 2012, est reportée en 2017. Le 21 septembre 2008,, après les Journées européennes du patrimoine, le muséum ferme au public pour des travaux de rénovation et de mise en sécurité. Cependant, le muséum accueille encore des scolaires jusqu'en juin 2009.
Dès la fermeture, d'autres activités sont mises en place afin de garder le contact avec le public. En 2008, les 39 736 visiteurs et scolaires ont bénéficié de ces manifestations et de ces dispositifs ; 14 541 en 2009, 10 846 en 2010, 12 260 en 2011, 14 062 en 2012 et 24 774 personnes en 2013.

Fin 2014, la ville de Bordeaux annonce le début des travaux concernant l'hôtel de Lisleferme en février 2015, et une réouverture du muséum prévue pour 2017.

Collections avant les travaux de 2015-2019
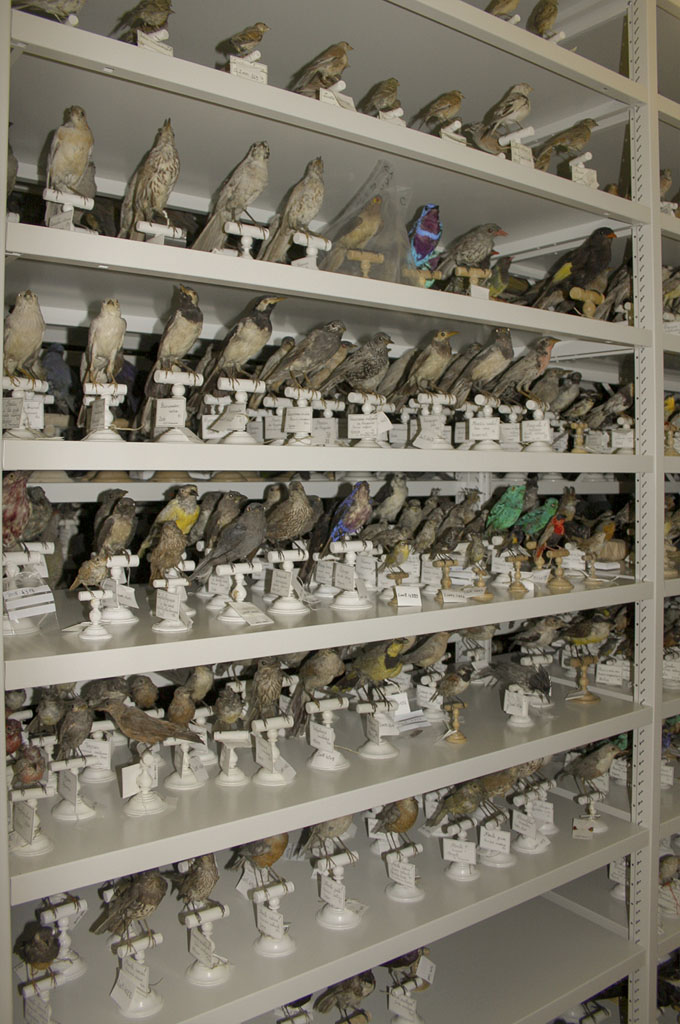
Collections
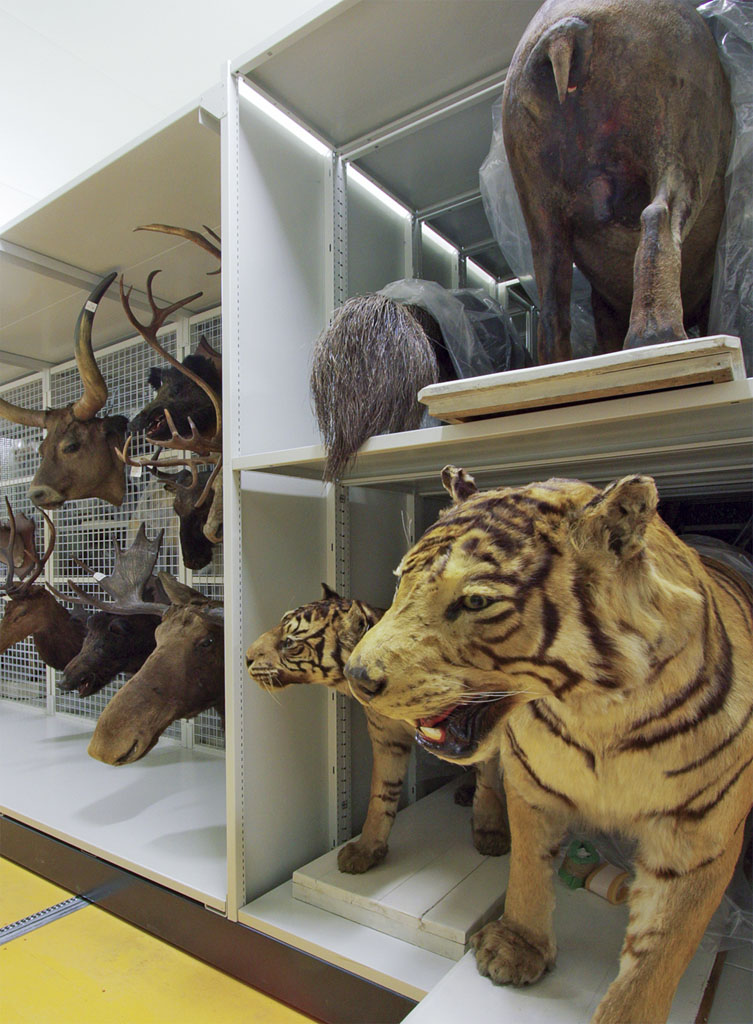
Collections
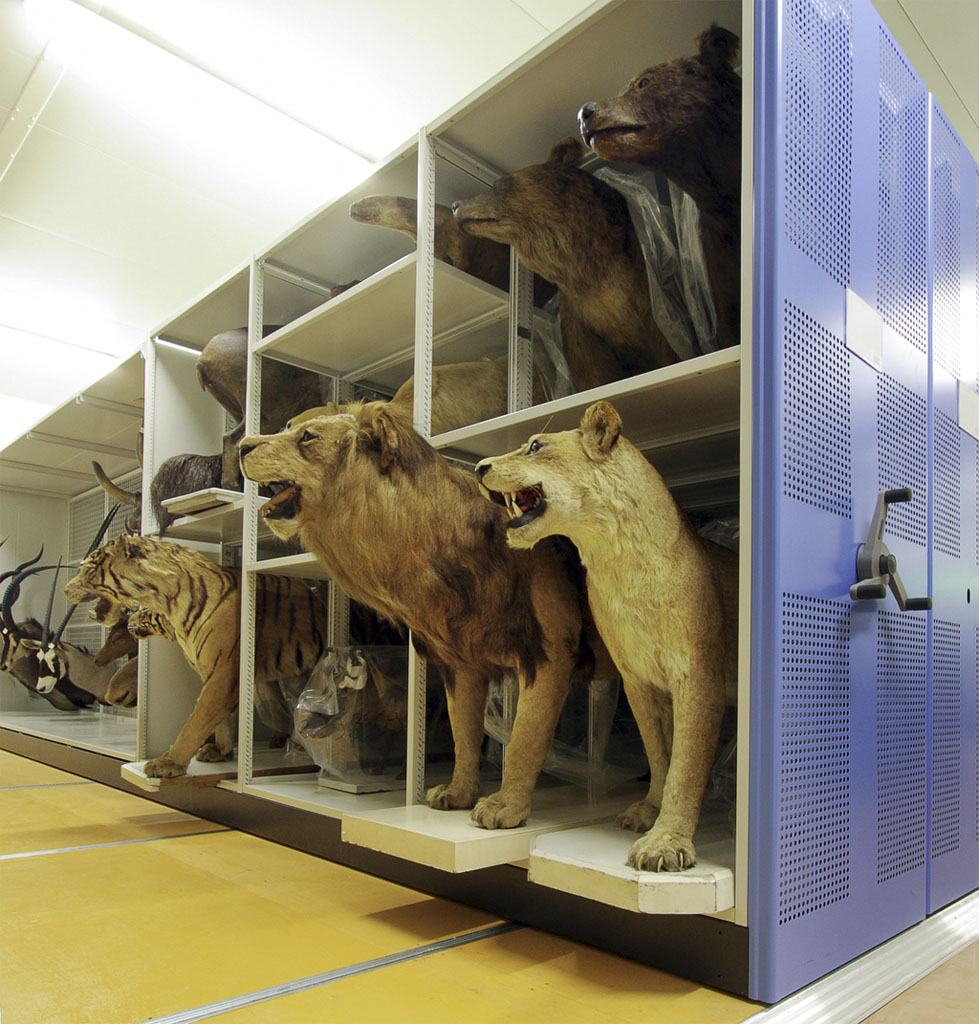
Collections
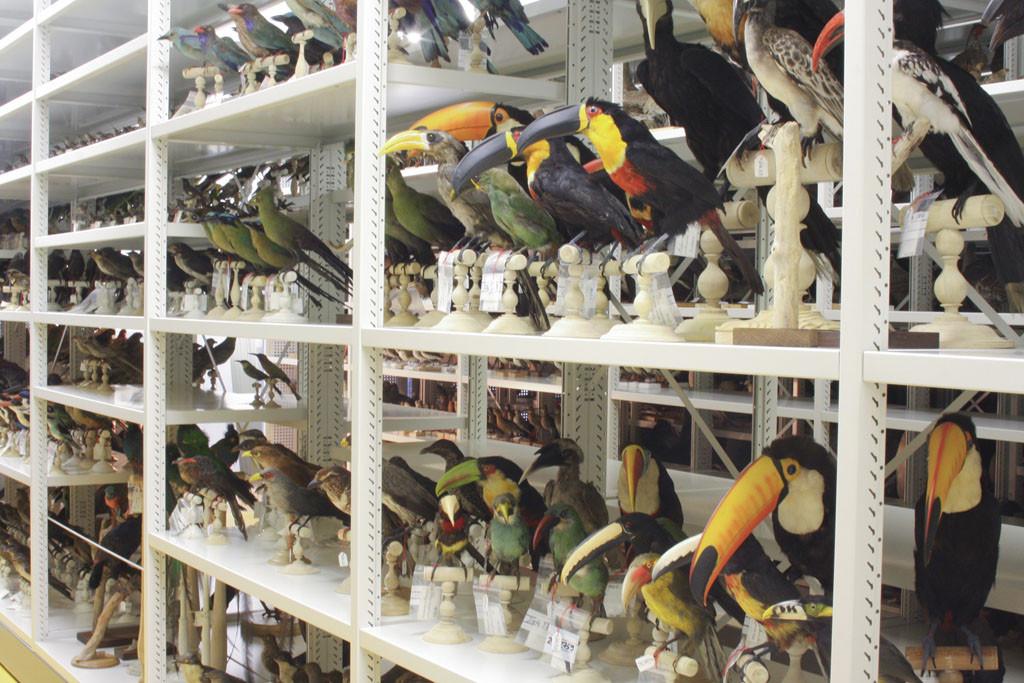
Collections
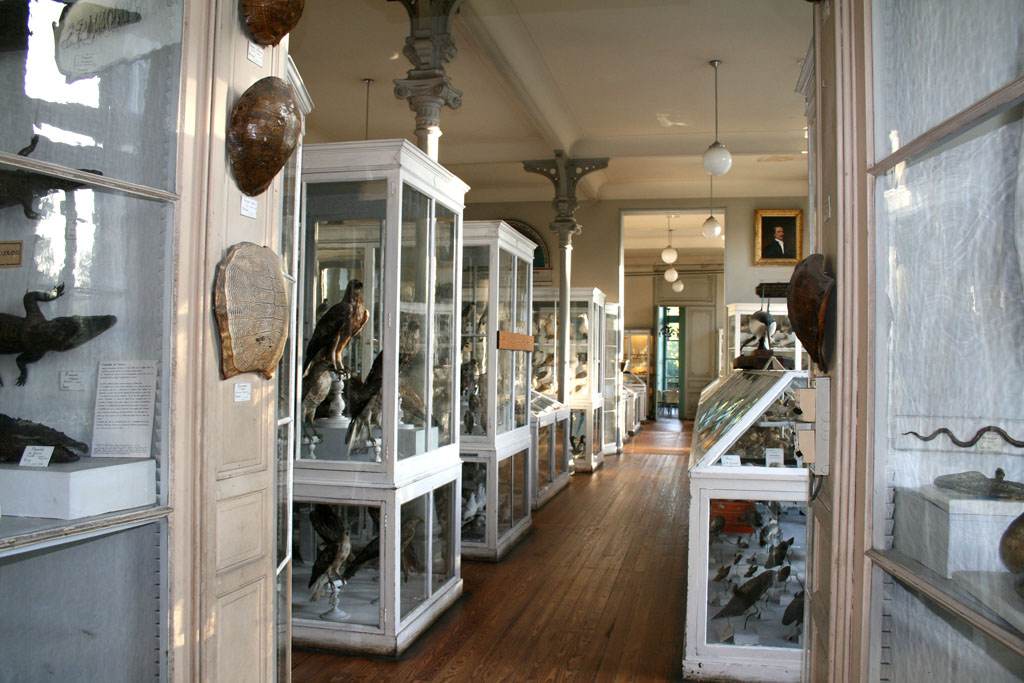
Vitrines
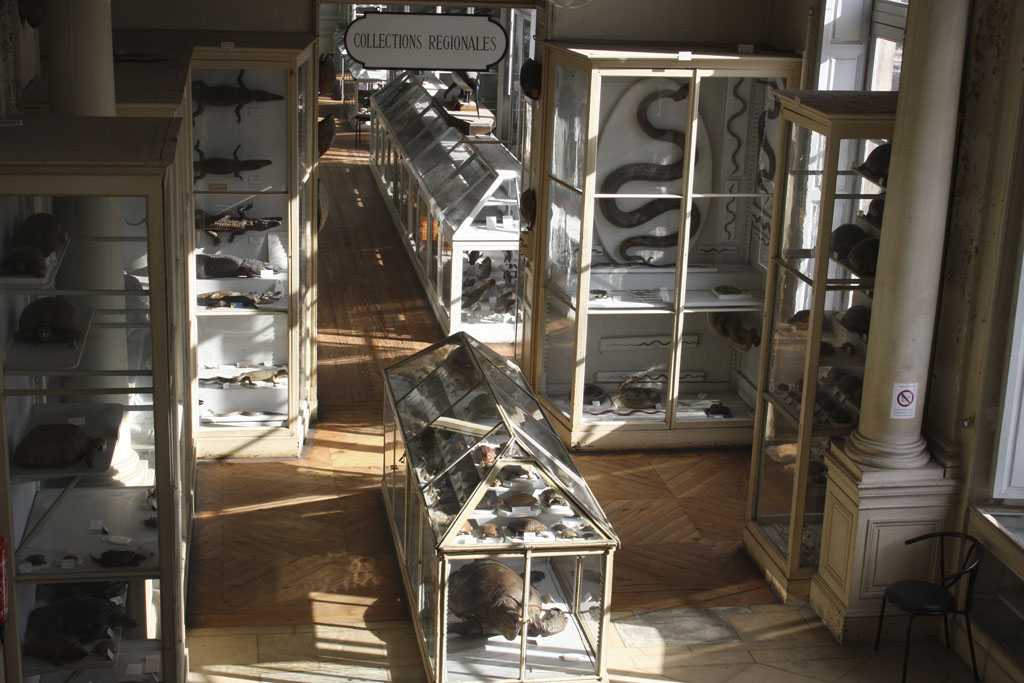
Vitrines

#### Réouverture en 2019
Après 11 ans de fermeture, le Muséum d’histoire naturelle de Bordeaux ouvre à nouveau ses portes au public le dimanche 31 mars 2019,.

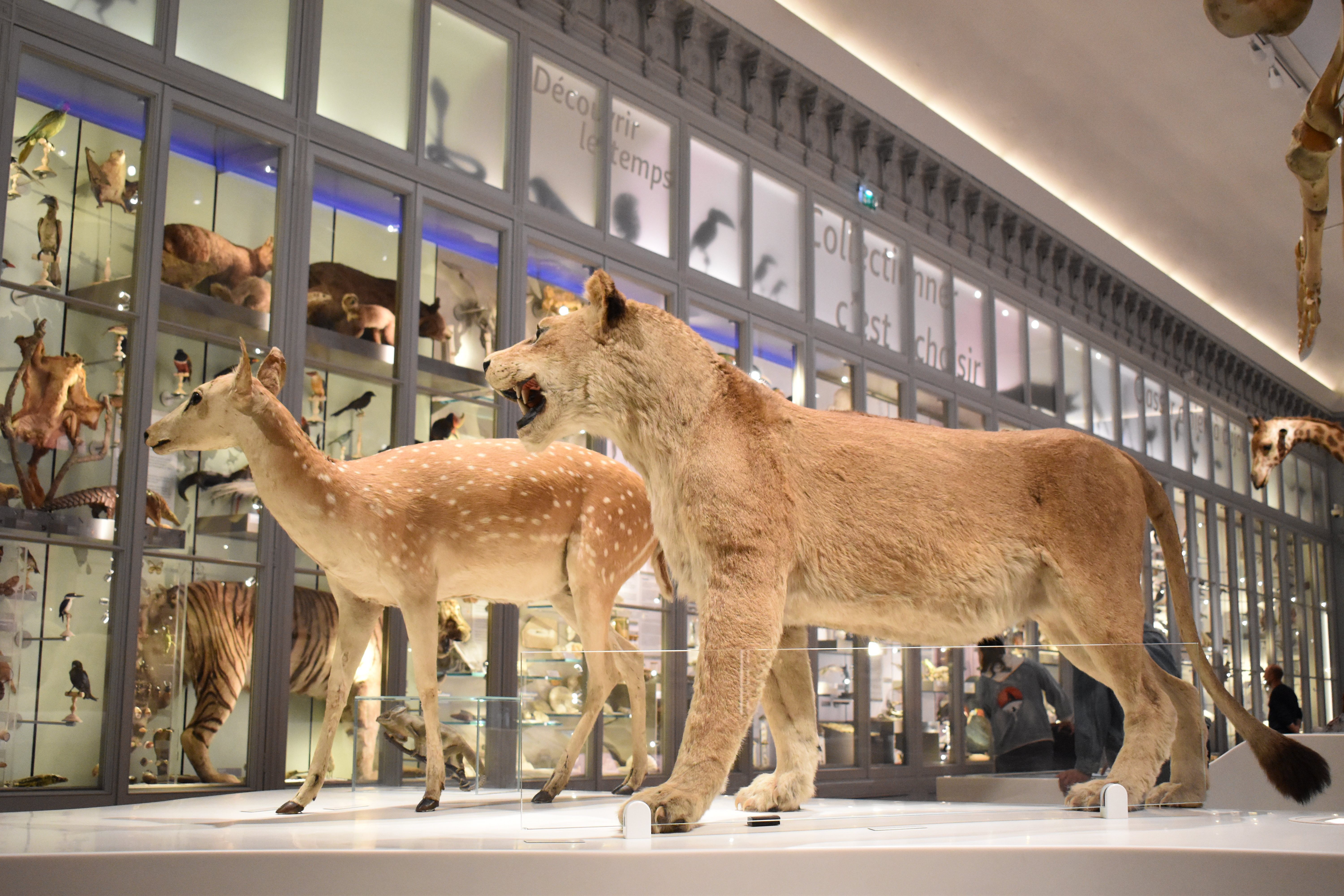
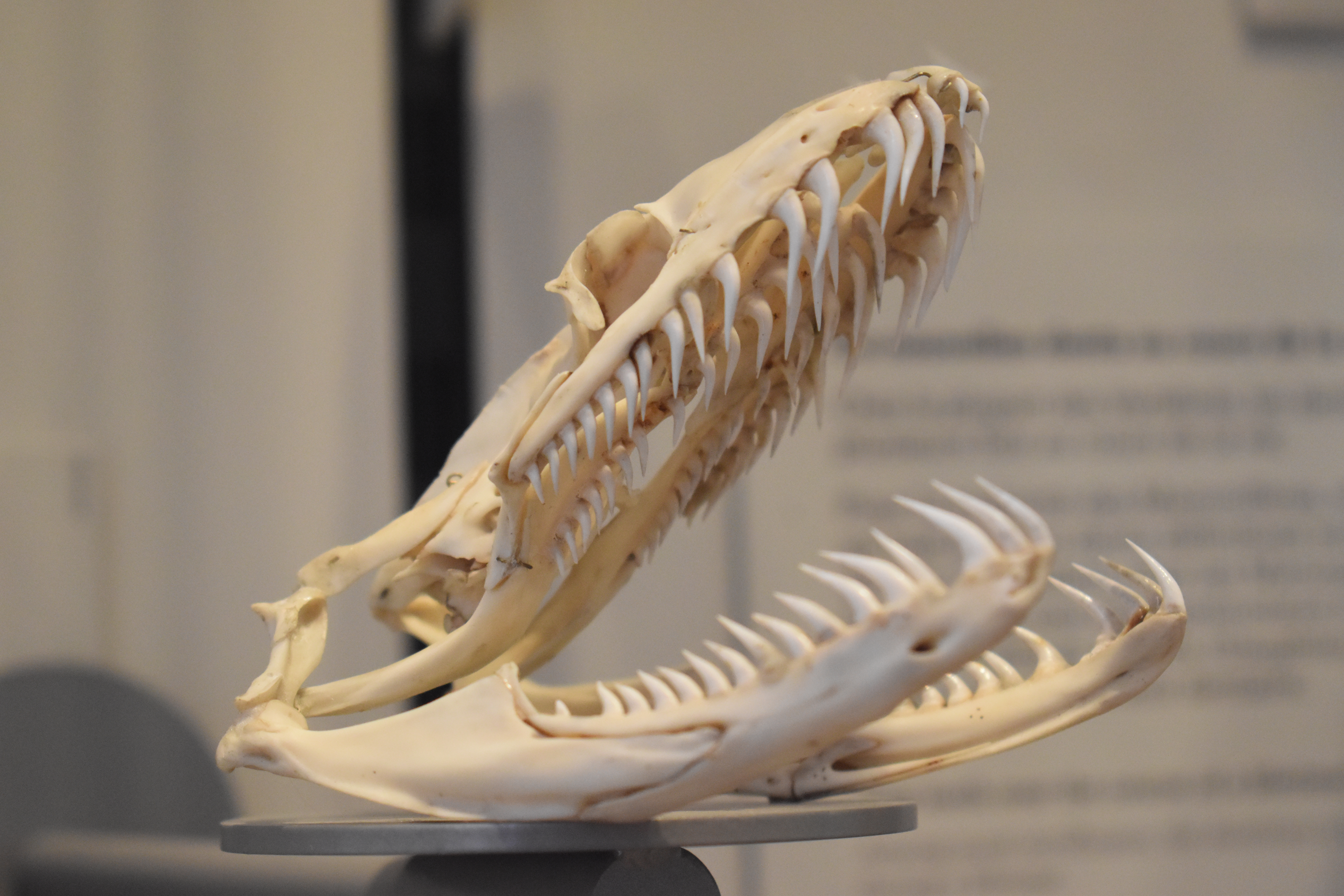
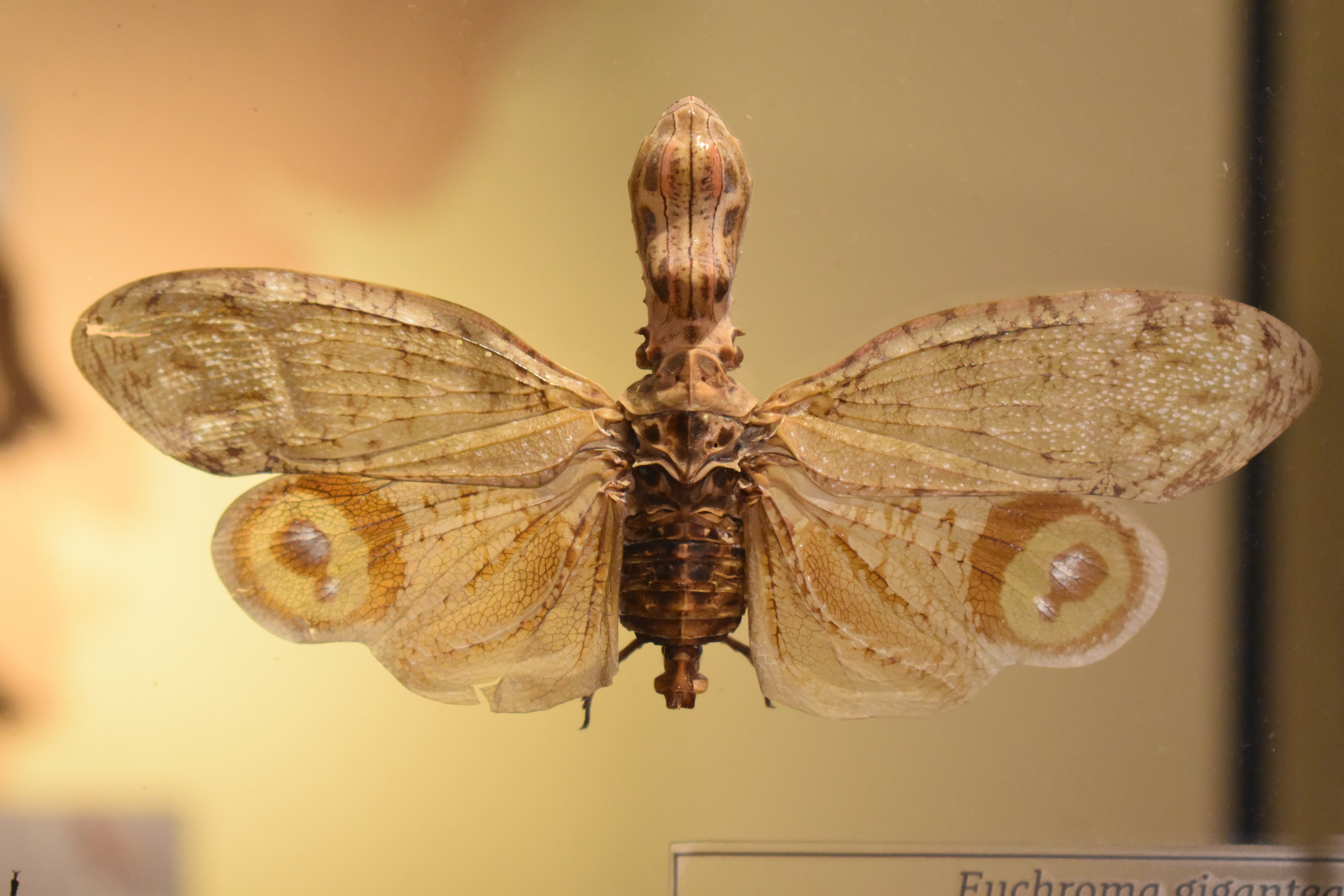
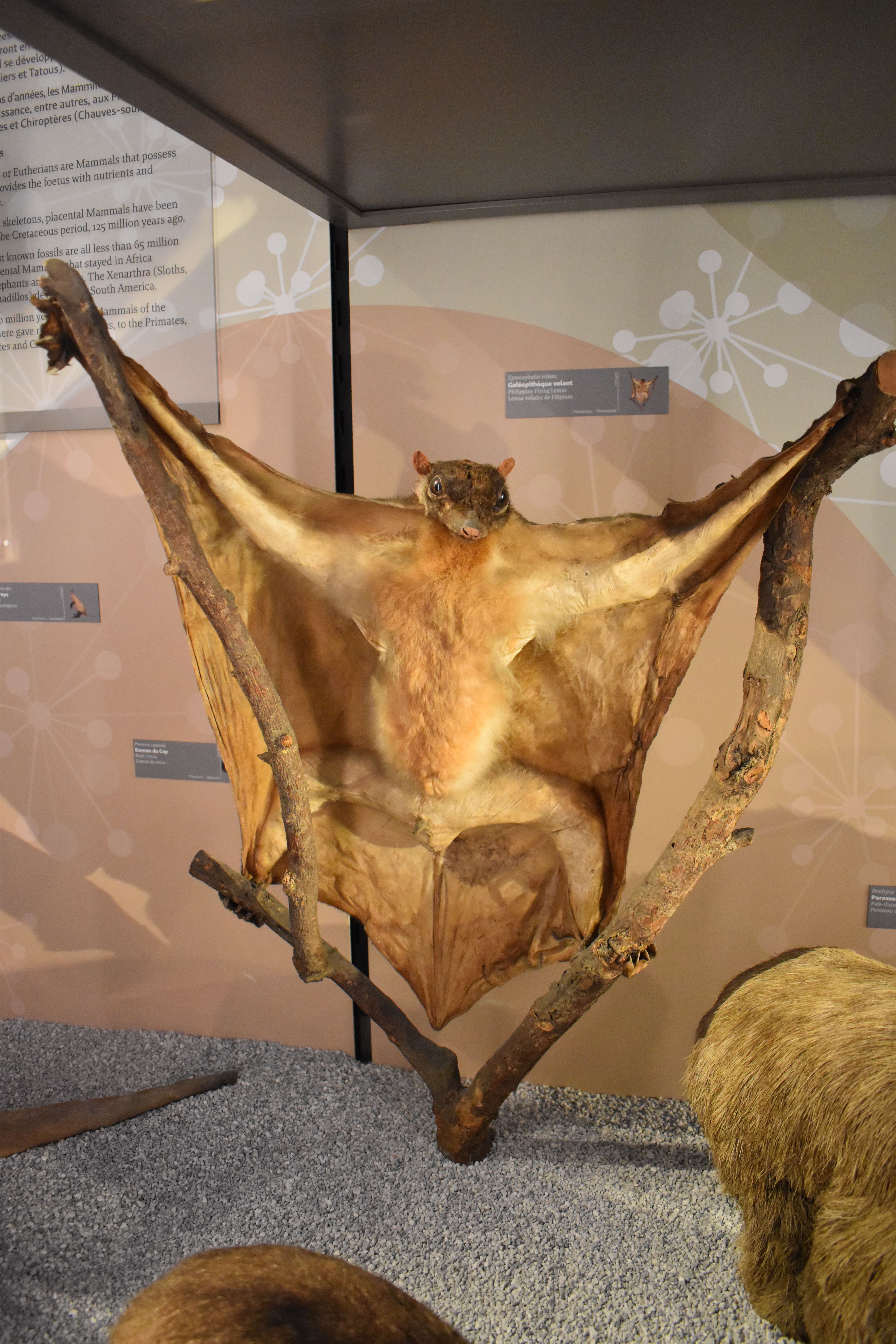
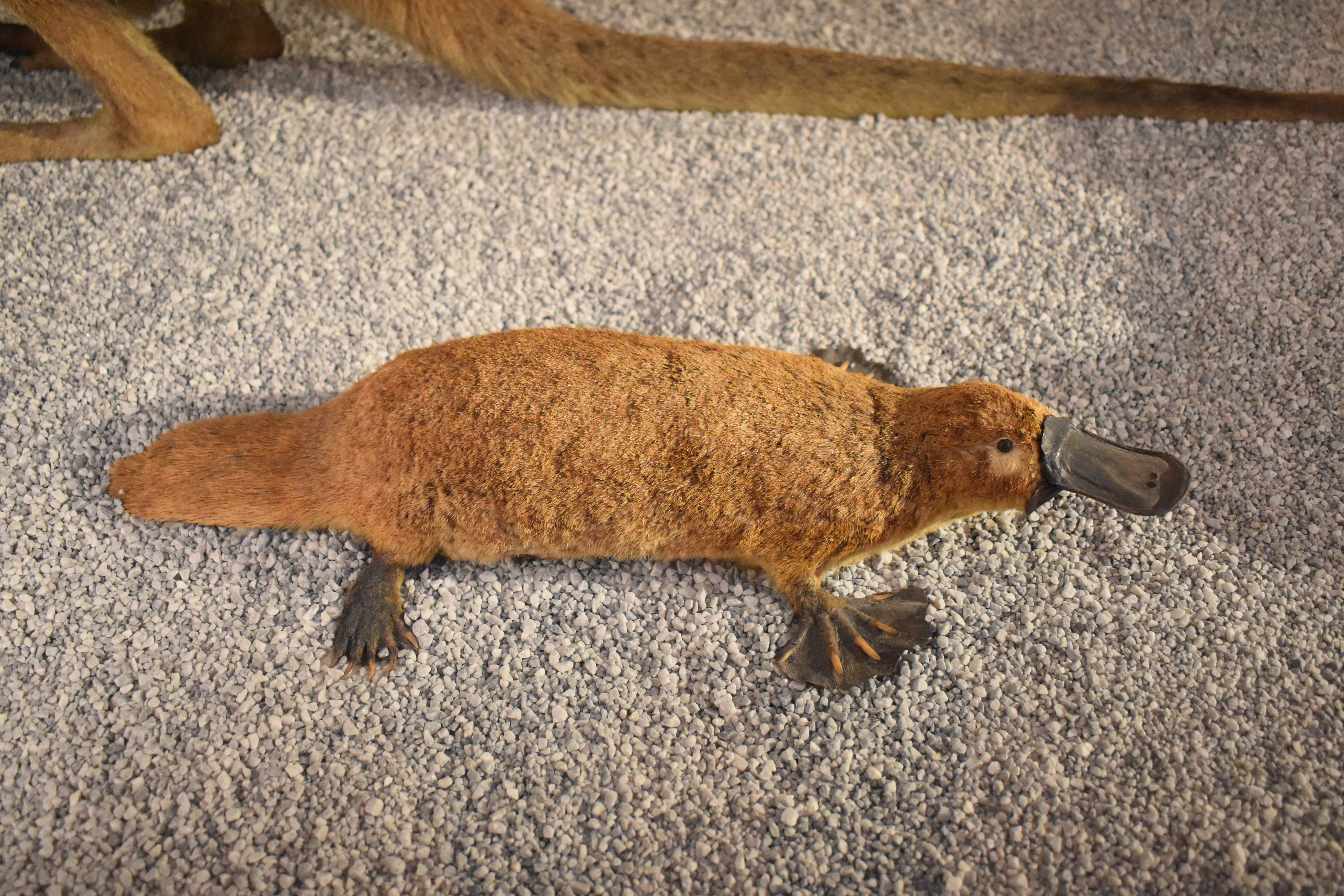
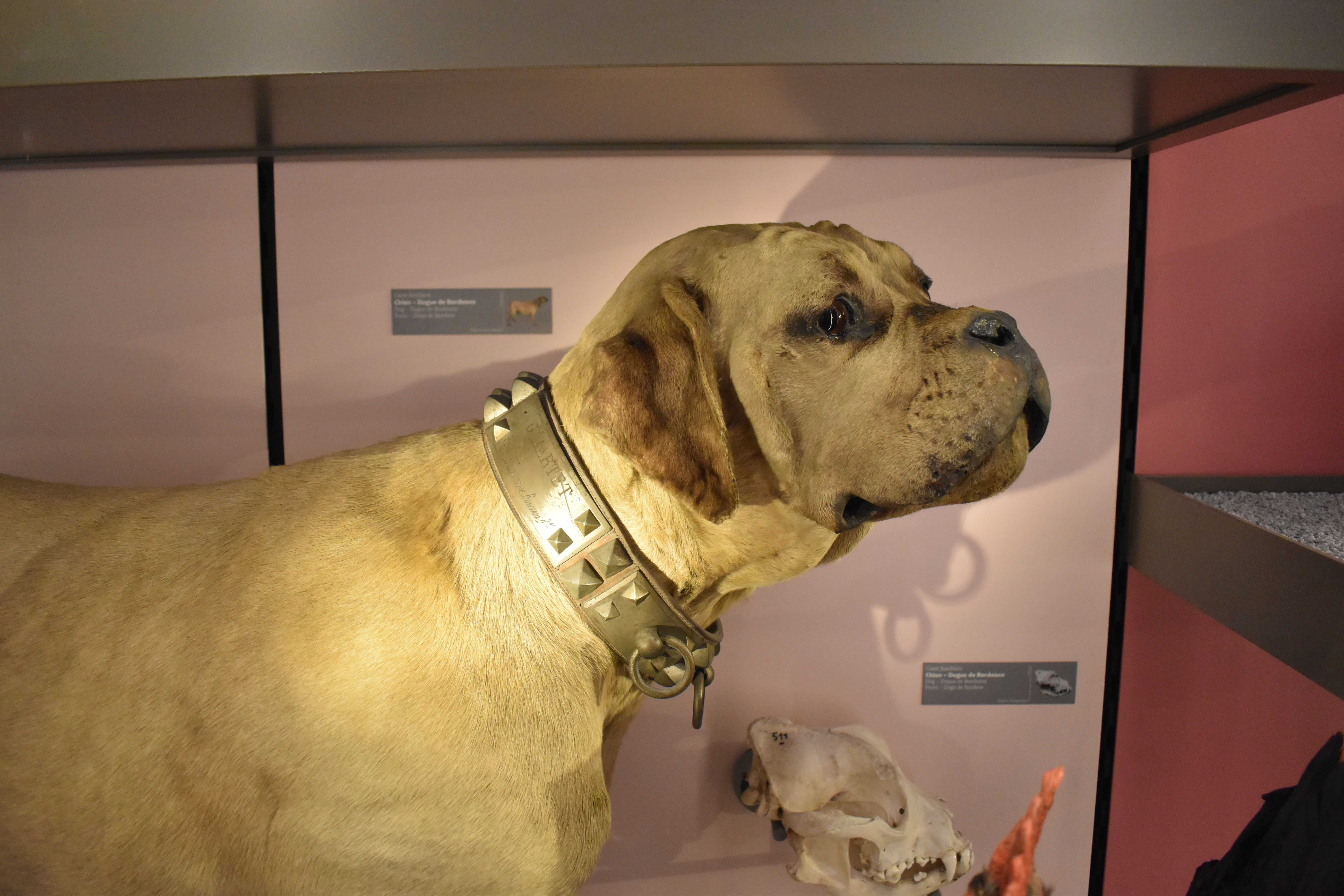
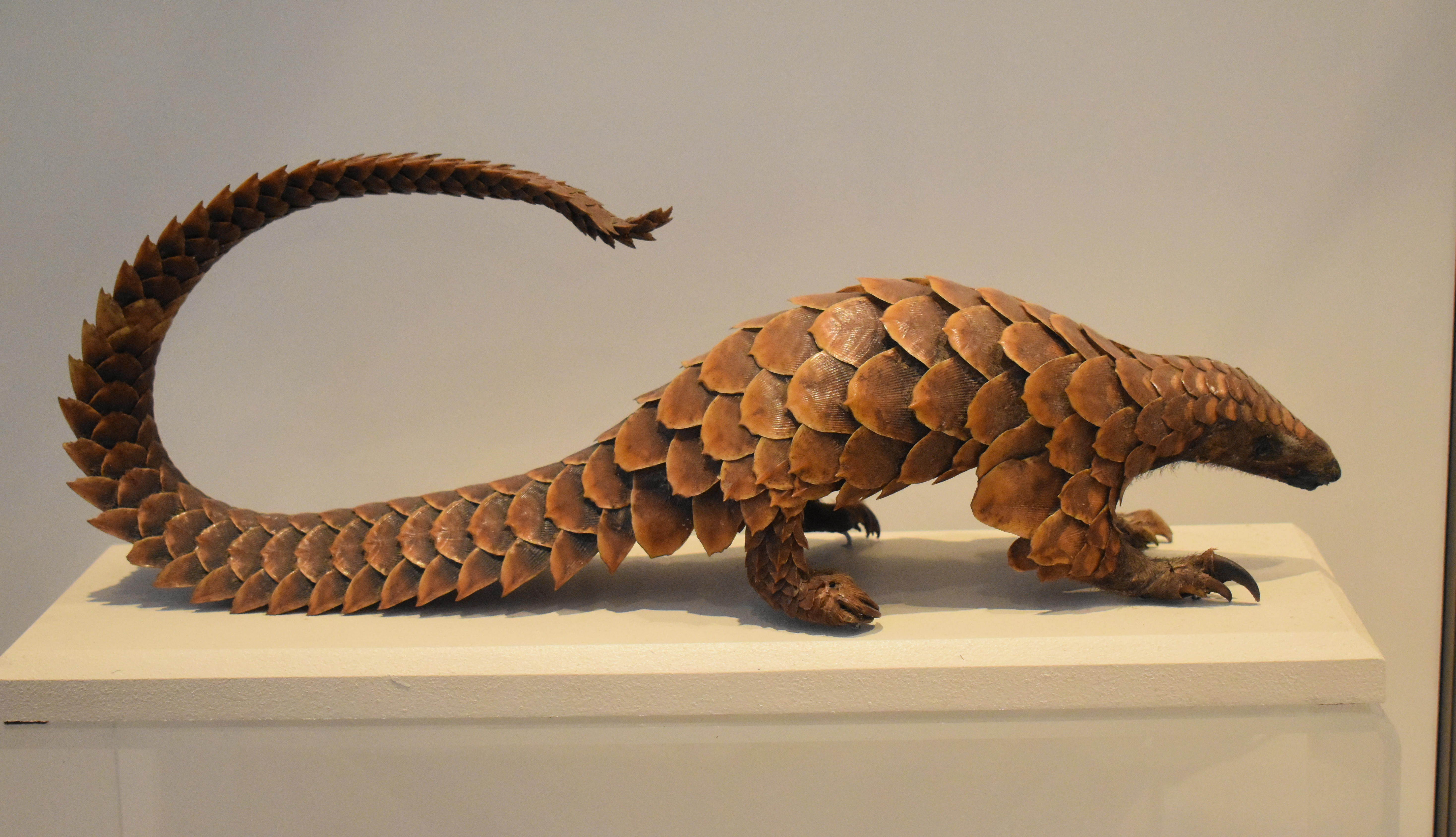

## Les différents bâtiments
Le « Muséum : sciences et nature » se déploie sur trois bâtiments. Les espaces d'accueil du public sont agrandis dans l'hôtel de Lisleferme, le bâtiment principal, avec 550 m2 pour les expositions temporaires en sous-sol. Les bureaux et les ateliers sont rassemblés dans un pavillon administratif situé dans les anciennes serres du jardin botanique. Un centre de conservation des collections de 1 000 m2 est construit en périphérie de la ville afin d'assurer des conditions optimales de préservation du patrimoine (chambre froide, salle d'emballage, laboratoire, réserve, accueil de chercheurs et d'étudiants). France 3 Aquitaine présente ce centre de conservation dans un reportage diffusé dans le journal télévisé (Le 19-20) du 2 novembre 2014. L'exposition permanente permet de présenter environ un quart des collections. Le reste est présenté lors d'expositions semi-permanentes et temporaires, ou réservé à la consultation spécialisée au centre de conservation.

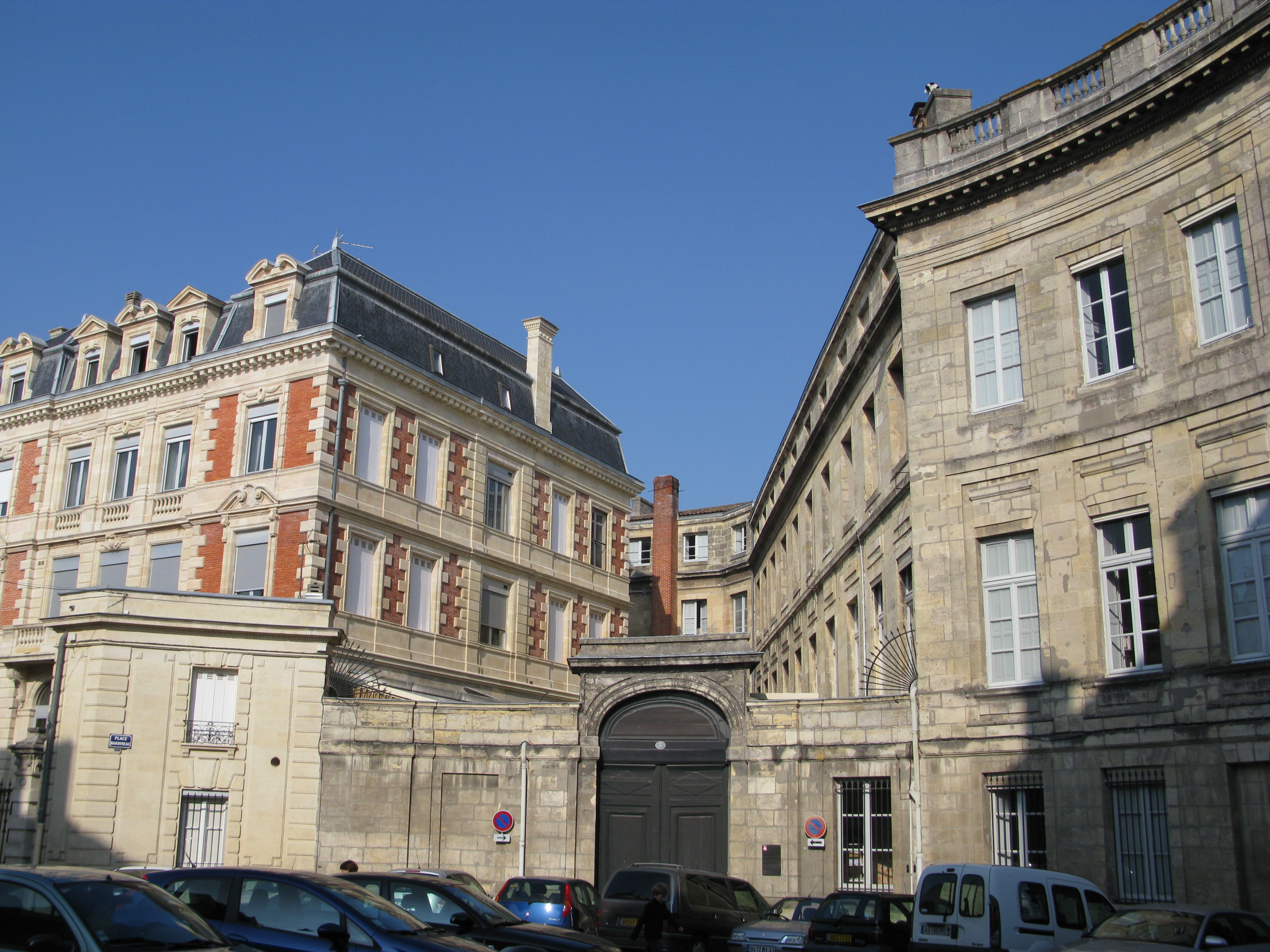
Entrée donnant sur la place Bardineau.
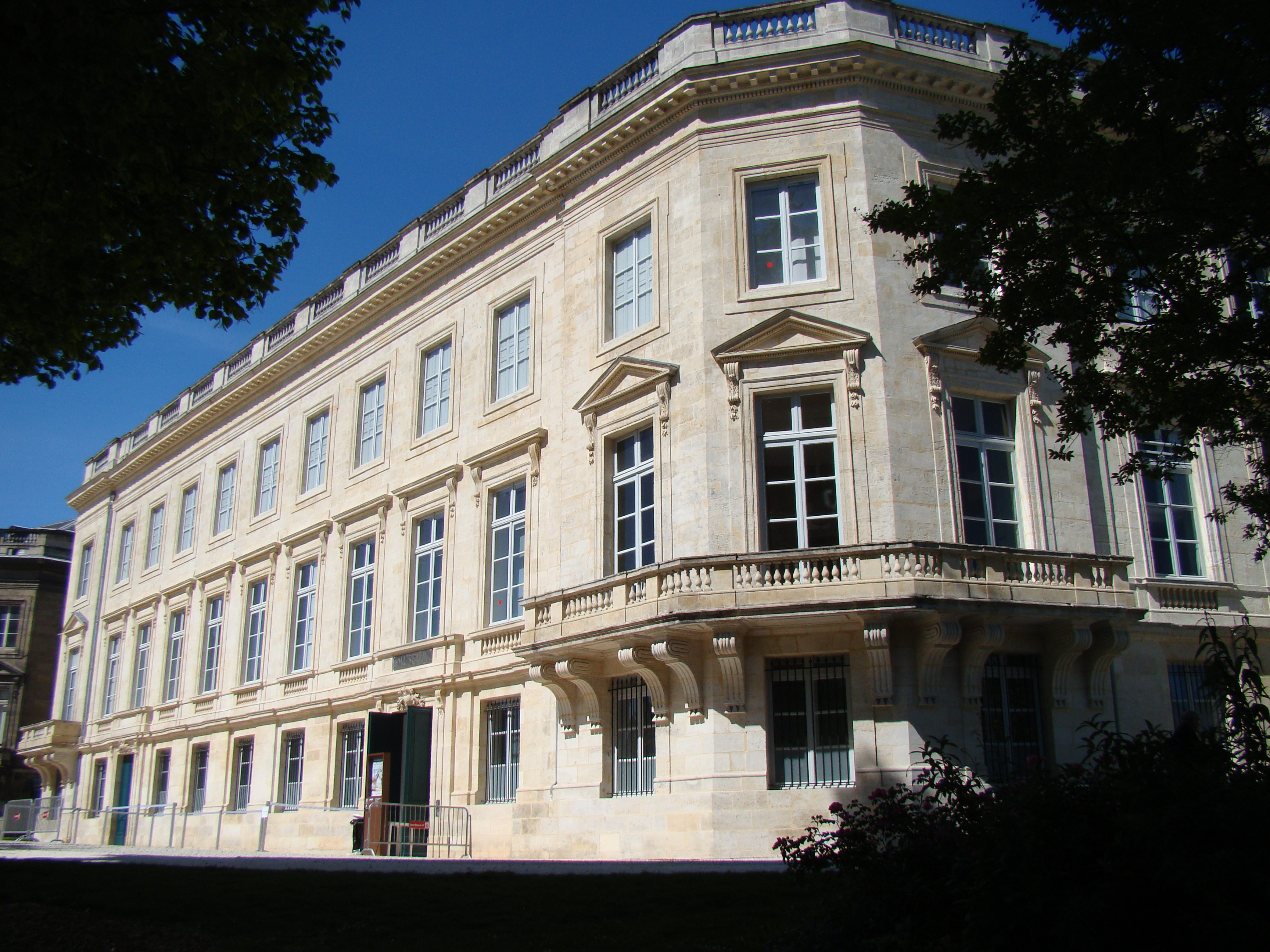
Vue de l'hôtel de Lisleferme depuis le jardin public.
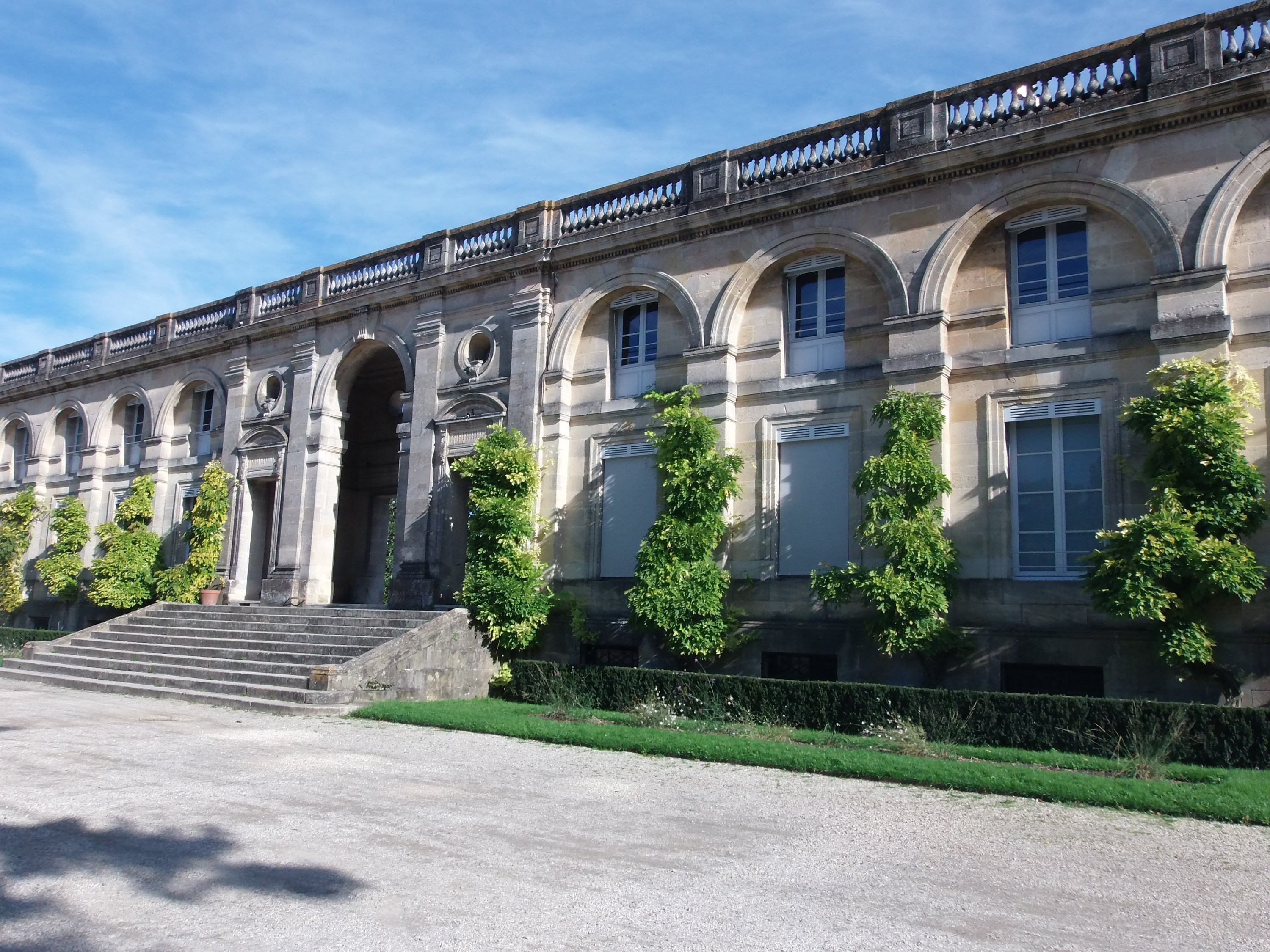
Pavillon administratif.
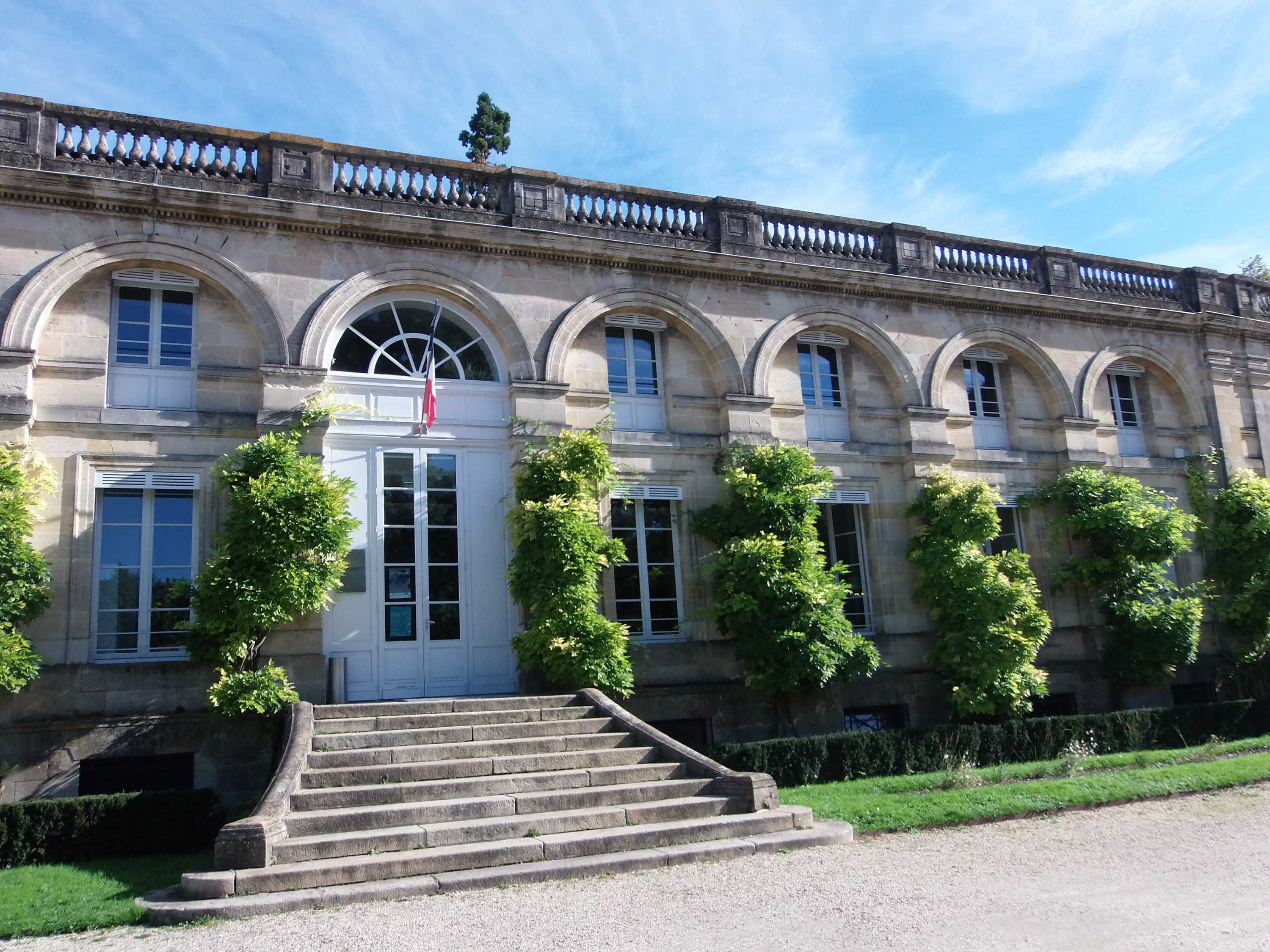
Bibliothèque.

## Les collections

### Généralités

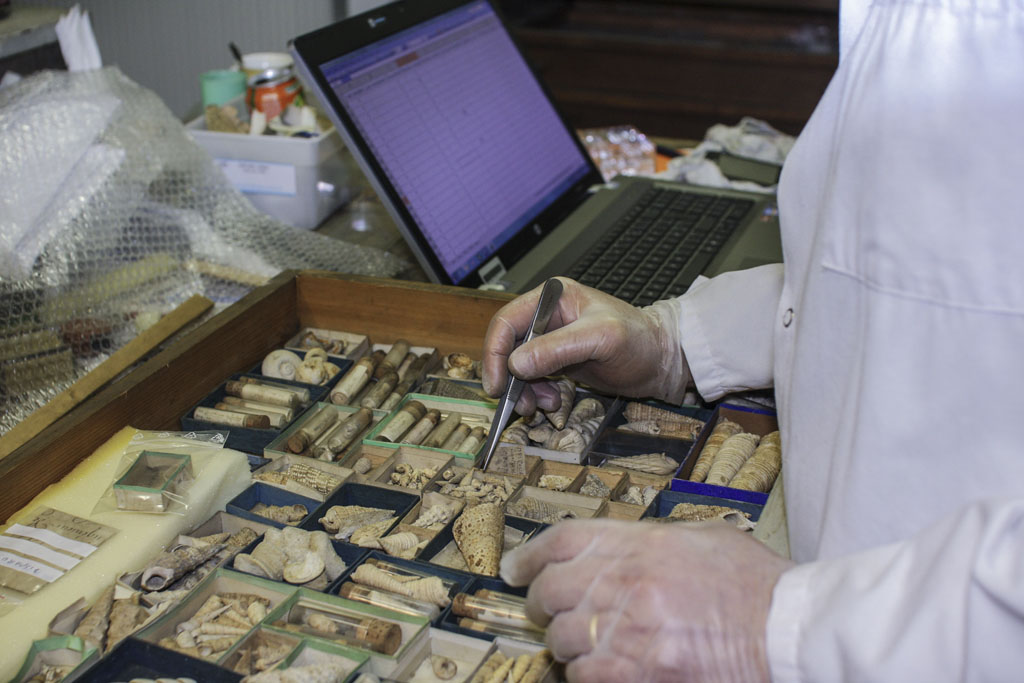
Collections du muséum.

En 1811, les premières collections sont issues de cabinets privés, notamment celles de François-de-Paule Latapie (professeur d'histoire naturelle à l'école centrale de la Gironde) et de Bernard Journu-Auber (armateur, savant, magistrat et homme politique bordelais). Regroupant aujourd'hui plusieurs milliers de spécimens du monde entier, elles se sont enrichies au fil du temps à la suite de dizaines de dons et d'acquisitions.
Comme la plupart des muséums d'histoire naturelle français, les collections du muséum de Bordeaux n'ont pas fait l'objet, historiquement, d'un "inventaire réglementaire", car les naturalia étaient traditionnellement collectés dans un objectif scientifique et de recherche, et pas comme des œuvres ou des représentants uniques d'un patrimoine. À la fin du XXe et au début du XXIe siècle, il a donc fallu faire un inventaire rétrospectif, informatisé, qui sert de base aux opérations de conservation des collections, et notamment le récolement décennal.
Ces collections ont à la fois une valeur historique, patrimoniale et scientifique. Parmi des spécimens patrimoniaux remarquables on trouve par exemple : « Miss Fanny », éléphante d'Asie morte en 1892, squelette d'une baleine bleue échouée en 1879, la collection de coquilles de Nouvelle-Calédonie, dite collection Lambert-Montrouzier, les collections concernant la Préhistoire, notamment la collection Daleau et la collection Harlé, mais aussi des collections constituées au cours du XXe siècle, comme la collection de zoologie médicale en liquide.
Le passé portuaire de la ville est à l'origine de la diversité géographique des collections exposées. Thèmes des collections présentées dans le muséum en 2008 :
- Bois et cornes ;
- Reptiles ;
- Faune régionale, constituée de nombreux fossiles (notamment des vertébrés du quaternaire de la grotte de Pair-non-Pair, et des invertébrés du tertiaire de la réserve géologique de Saucats) et de plusieurs spécimens ;
- Minéralogie générale ;
- Modèles anatomiques ;
- Zoologie générale ;
- Coquillages de Nouvelle-Calédonie (collection de Xavier Montrouzier);
- Polypiers ;
- Papillons.

À noter la présence des spécimens des espèces éteintes : un loup de Tasmanie ou encore une tortue géante des Seychelles (non éteinte à ce jour, mais avec un statut UICN vulnérable).

### Ensembles et spécimens remarquables

#### Collections de la Préhistoire
L'essentiel des collections concernant la Préhistoire au muséum est constitué par des séries paléontologiques de vertébrés quaternaires, notamment des collections Harlé et Daleau. Ces deux ensembles sont très différents quant à leur composition et aux objectifs qui ont guidé leur rassemblement.
La présentation de ces collections au muséum avant la fermeture correspondait à la logique de l’Homme et son environnement au cours du Quaternaire.
La collection Harlé
La collection Harlé est issue du paléontologue Édouard Harlé. Elle comprend notamment une collection ostéologique comme une demi-mandibule de dryopithèque.
La collection Daleau
François Daleau entreprend à la fin du XIXe siècle des fouilles sur le site de la grotte de Pair-non-Pair. Le produit de ses fouilles est en partie exposé au muséum. La collection Daleau contient des vestiges paléontologiques et comprend 5 886 pièces en 1990.

#### Malacologie
La collection Lambert-Montrouzier
Le muséum conserve la collection de coquillages de l'explorateur naturaliste Xavier Montrouzier.
La collection de zoologie médicale en liquide
Il s'agit du dépôt de laboratoire de parasitologie-médecine tropicale du professeur Philippe Vincendeau, de l'actuelle Université de Bordeaux. Cette collection a été constituée principalement par les médecins de l'école de Santé navale de Bordeaux au début du XXe siècle, et a été conservée dans les locaux de l’établissement du cours de la Marne de Bordeaux jusqu'à 1975, quand elle a été transférée au laboratoire de l'université Bordeaux Segalen-Bordeaux 2, à Carreire. Avec la refonte des programmes d'enseignements, cet ensemble d'environ 400 bocaux et flûtes, dans lesquels les spécimens sont conservés en fluide, principalement en alcool, a été libéré pour le dépôt au muséum.
Les espèces représentées sont en majorité des "reptiles", principalement des squamates (serpents, lézards, caméléons), des amphibiens (dont une série de développement de grenouille), des "poissons" (murènes, un esturgeon, un requin marteau) et des arthropodes (insectes (termites), arachnides (scorpions) et myriapodes). La signature de la convention de dépôt entre l'université et la ville a été signée le 24 avril 2012 par le président de l'université Victor Segalen-Bordeaux 2, Manuel Tunon de Lara, et par Dominique Ducassou, adjoint au maire de Bordeaux, dans les locaux de l'université,.

#### Spécimens remarquables
Le squelette de Rorqual bleu (Balaenoptera musculus)
Dans le cadre de la rénovation de l'établissement, ce squelette se retrouvera suspendu au plafond des salles d'exposition.

## Le parcours dans le muséum
(juin 2021).

### Le parcours à la fin duXXesiècle

#### L’exposition permanente
Dès 1862, les deux niveaux supérieurs du bâtiment sont aménagés pour accueillir les expositions permanentes, sur une surface totale d’environ 600 m2.
Au premier étage sont exposées la collection générale de minéralogie et les collections régionales de zoologie et de paléontologie, à côté de la collection générale de "reptiles", sur le palier. Sur ce même niveau, une petite salle présente les curiosités, les « monstres » et les modèles anatomiques.
La grande galerie du deuxième étage, volumineux espaces dont les murs sont tapissés de vitrines du sol au plafond, accueille les collections générales de zoologie (Oiseaux, Mammifères, "poissons" et Mollusques). Sur ce niveau, une salle dite "salle Montrouzier" est dédiée à une importante collection de Mollusques de Nouvelle-Calédonie, la collection Lambert-Montrouzier. Une autre petite salle présente une collection de papillons.
En 1924, la cour de l’hôtel particulier est couverte et est ainsi transformée en salle d’ostéologie. Cette salle est inaugurée en 1932. Une petite pièce attenante présente les restes d’animaux préhistoriques retrouvés dans la grotte de Pair-non-Pair.
En 1952, le musée de Préhistoire, installé depuis 1871 au rez-de-chaussée du bâtiment, déménage. Les trois salles côté jardin sont alors affectées au muséum. Les collections de minéralogie ainsi que la bibliothèque y sont installées.
La cage d’escalier est elle aussi un lieu d’exposition, puisqu’aux murs sont accrochés des centaines de bois et cornes. Parmi eux, les bois d’un Mégacéros Megaloceros giganteus. C’est au pied même de cet escalier que prend place Miss Fanny.
Dans ces espaces, tous les spécimens sont ordonnés selon la systématique, la présentation en diorama étant quasiment absente. Chaque espèce est souvent représentée par plusieurs spécimens, de sexes et d’âges différents.

#### Les expositions temporaires
Dès 1987, une nouvelle orientation de l'établissement développe les expositions temporaires et un programme d'animations pour les jeunes ou de conférences pour les adultes.
Expositions temporaires de 1987 à 2014 :
- Mines et activités minières en Aquitaine, 1987 ;
- À vue d’œil, 1987 ;
- Bicentenaire de Buffon, 1988 ;
- Une lagune au temps des dinosaures (Fossiles de Cerin), 1988 ;
- Couleurs et colorants naturels, 1988-1989 ;
- Bon sang, mais bien sûr !, 1989 ;
- Trésors des muséums de France, 1989 ;
- Bijoux, cailloux, fous…, 1989 ;
- Couleurs et colorants naturels (reprise), 1989 ;
- Des Baleines et des Hommes, 1990 ;
- Ver à soie, vers la soie, 1990 ;
- Eléphantillages, 1990 ;
- Histoire de la Préhistoire en Aquitaine, 1991 ;
- La chauve-souris et l’Homme, 1991 ;
- Poisson et poissons, 1991 ;
- L'Oiseau, l'Œuf et la Plume, 1991-1992 ;
- Le Papier (préfiguration), 1992 ;
- L'eau et nous, 1992 ;
- Art animalier de Catherine Bouyx, 1992 ;
- Animaux des Amériques, 1992-1993 ;
- Soleil et système solaire, 1993 ;
- Café, cafés, 1993 ;
- Le retour des Dinosaures, 1993-1994 ;
- L’eau et nous (reprise), 1994 ;
- Le Papier, 1994 ;
- Dormir et veiller, 1994-1995 ;
- La vie, de la dune à la mer, 1995 ;
- Photographies E. Tabusteau, 1995 ;
- Le Loup, 1996 ;
- Oies, Canards et Cygnes, 1996 ;
- Inspirations japonaises, 1996 ;
- L’Homme, la Grenouille et la Palourde... tous parents, tous différents, 1996-1997 ;
- Le Muséum, hier, aujourd’hui et demain…, 1997 ;
- Sauvons l’esturgeon !, 1997 ;
- Humanimaux (P. Daudon), 1997 ;
- Voyage dans les temps géologiques, 1998-1999 ;
- Maîtres du vent, les Rapaces, 1998 ;
- Photographies Chapin/Mano, 1998 ;
- Météorites !, 1998-1999 ;
- Coquillages, de l’animal au minéral, 1999 ;
- 6 milliards d’Hommes, 1999-2000 ;
- Drôles d’animaux de B. Baudrimont, 2000 ;
- Île était une fois - Îles : vivre entre ciel et mer, 2000-2001 ;
- Île était une fois - D’île en îles, 2000-2001 ;
- Île était une fois - Paysages des Antilles, 2001 ;
- La vache folle, 2001 ;
- Beau temps nuageux avec averses éparses, 2001-2002 ;
- Histoires au fil du lait, 2002 ;
- Au fond des Yeux, C. Drochon, 2002 ;
- Terriens, les minéraux vous parlent, 2002-2003 ;
- Algérie, deux millions d’années d’histoire. Aux origines d’Homo sapiens, 2003 ;
- Le voyage de Richard Rak, 2004 ;
- Reptiles et amphibiens, 2005 ;
- Chroniques tropicales, 2004 ;
- Bicentenaire de la donation Journu-Auber, 2004 ;
- Planète des Singes, 2005 ;
- Le monde vivant sous le MEB, photos A. Verna, 2005 ;
- Chronomètres du passé, 2005 ;
- Hommage à Henri Mori, 2005 ;
- Exercice de style, 2005 ;
- Très Toucher et Touche à tout, 2005-2006 ;
- Tous les bébés, 2006-2007 ;
- 1er salon des artistes naturalistes, 2006 ;
- Le voyage en Laponie de Carl von Linné, 2007 ;
- Les Ours, juin 2006- 2007 ;
- NordSudEstOuest, 2006 ;
- Né pour sentir, 2007 ;
- Catherine Chaillou, céramiste animalière, 2007 ;
- Volcans, 2007-2008 ;
- 2e salon d’art naturaliste, 2008 ;
- Curieux de nature (A.Bougrain-Dubourg), 2009 ;
- Hommage à François Chapelain-Midy, 2009 ;
- 3e salon d’art naturaliste, 2010 ;
- Enquête dans l’assiette, 2010 ;
- De la leçon de choses à l’éducation à l’environnement, 2011 ;
- Le Muséum fait peau neuve, 2012 ;
- Inventaire de la biodiversité, 2012 ;
- 10 ans de restauration des collections, 2013 ;
- Insectes MicroMégas, 2013 ;
- Nature et surréalisme (Catherine Bouyx), 2013 ;
- L'hôtel de Lisleferme avant transformation, Journées européennes du patrimoine, 2013 ;
- Une histoire d’os, en coproduction avec le Muséum d'histoire naturelle de Bayonne, 2014 ;
- 10 ans de récolement : le récolement ?...Ça colle !, 2014 ;
- Cristal : fenêtre sur l’invisible, 2014.

### Le parcours après la rénovation
Le muséum est fermé pour travaux de rénovation jusqu'en 2017. Le nouveau parcours se dessine. Il correspondra à ce qui est développé dans le cadre du projet de rénovation, et les visiteurs y auront accès à la réouverture de l'établissement.

#### L'exposition permanente
À partir de son vécu, le visiteur sera amené à s'interroger sur sa relation à la nature et sa façon de s'y situer. Le parcours "la Nature vue par les hommes" se développera autour de trois axes : "la découverte de la nature", "pourquoi et comment classer ?", "la place de l'homme". L'entrée dans le musée permettra de découvrir la diversité des tailles, des formes et des couleurs présente dans la nature. La diversité géographique sera mise en valeur ainsi que la richesse des collections du fait des relations privilégiées de Bordeaux avec l'outremer (Amérique, Madagascar, ex-Indochine). L'axe suivant montrera comment et pourquoi cette multitude a été classée. Le dernier axe amènera le visiteur à s'interroger sur l'homme en tant qu'observateur de la nature mais aussi acteur responsable de changements du milieu naturel. Cet aspect n'était pas évoqué dans le parcours permanent avant rénovation. L'exposition permanente se situera essentiellement au deuxième étage et se déploiera aussi dans les espaces de circulation.

#### Les expositions semi-permanentes
Elles permettront de mettre en avant d'autres richesses du musée suivant des thématiques transversales ou régionales pendant trois ou quatre ans. Elles seront présentées au premier étage.

#### Les expositions temporaires
Des expositions temporaires seront organisées régulièrement pour présenter les dernières acquisitions, des œuvres d'artistes ou des collections issues d'autres établissements. Elles seront présentées dans l'extension de 450 mètres carrés en sous-sol, sous une partie de l'hôtel de Lisleferme.

## Autres activités
Une bibliothèque scientifique est ouverte au public, sur rendez-vous.
Pendant la fermeture pour rénovation, le muséum a mis en place d'autres activités.
Les expositions hors de ses murs sont organisées tout au long de l'année. Dernière exposition en date, Cristal, fenêtre vers l'invisible a eu lieu à la Halle des Chartrons à Bordeaux entre 10 au 31 octobre 2014. Pendant trois semaines d'ouverture, cette exposition a accueilli 1 972 visiteurs.
Le dispositif pédagogique Le Muséum chez vous, développé par des enseignants mis à disposition par l’Éducation nationale, a été destiné à l’origine à l'attention du public scolaire, de la maternelle au lycée. Ce dispositif d'animations itinérantes se décline à présent aussi dans des centres de loisirs, des médiathèques et bibliothèques et des résidences pour des seniors. Il permet d'entretenir des liens avec le public pendant la période de fermeture du musée pour rénovation.
Le médiateur scientifique se déplace avec des échantillons des collections du muséum, les commente et les complète par des manipulations, des jeux originaux, des diaporamas et des ateliers lui permettant instaurer des échanges avec les participants. Les médiateurs scientifiques sont mis à disposition par l’association Amuséum, fondée en 1988, engagée dans les activités du service pédagogique du muséum, notamment dans les animations en direction du public.
L'exposition-atelier itinérante Le papier, créée par l'association Amuséum, est une série de panneaux relatant l’histoire du papier, et est complétée par des objets réels issus du quotidien pour appréhender le tri et le recyclage de manière ludique. Elle est associée à un kit permettant à chaque participant de fabriquer son papier recyclé. Cette exposition est proposée aux enseignants et aux animateurs de centres de loisirs, en totale autonomie. Depuis sa création en 2002, 16 574 personnes ont profité de cette expérience.
L'établissement a également participé à l'édition 2014 de La semaine digitale, manifestation bordelaise centrée sur le numérique ; participation faite dans le cadre d'un partenariat avec Wikimédia France (Wiki-Day),.

## Administration

### Direction de l'établissement
L'établissement a été successivement dirigé par dix conservateurs :
- Raymond Dargelas (de 1810 à 1835), premier des conservateurs du muséum ;
- Antoine-Hippolyte Gachet (assistant 1835-1837, directeur 1837-1842), naturaliste et voyageur, initie le classement des collections "selon la méthode naturelle" ;
- Henry Burguet (1842-1853), donne une orientation régionale aux collections ;
- Dr Pierre-Bernard-Marie Saint-Martin Souverbie (1853-1891), aménage les collections de la rue Jean-Jacques Bel à l'hôtel de Lisleferme (1862) ;
- Jean-Emmanuel Fallot (directeur scientifique 1891-1898), fait l'acquisition et le montage de l'éléphante Miss Fanny ;
- Joseph Künstler (1898-1920), diversifie les collections par l'acquisition de préparations d'embryologie et de modèles anatomiques, collection de chiens ;
- Joseph Jacques Chaine (assistant 1903-1920, directeur 1920-1954), fait des acquisitions majeures de paléontologie et de géologie, reçoit en 1927 le legs de François Daleau, inaugure la nouvelle salle d'ostéologie en 1932 ;
- Michel Vigneaux (d) (professeur-directeur 1957-1979, directeur scientifique 1979-1989) ;
- Janine Prud'homme (conservateur 1979-1989, directrice 1989-1992), création de premières expositions temporaires ;
- Nathalie Mémoire, conservateur, dirige le service depuis 1992[46].

### Soutien financier
L’établissement compte plusieurs soutiens financiers :
- Le conseil régional d'Aquitaine, pour sa participation à la construction du centre de conservation des collections ;
- Le fonds régional d'acquisition pour les musées[53] ;
- Le ministère chargé de l'enseignement supérieur et de la recherche, pour sa participation aux actions de conservation préventive et curative et pour sa participation au financement de la rénovation de l'établissement (études et parcours muséographique).

La rénovation de l'établissement est elle aussi réalisée grâce à d'importants soutiens financiers. Sur les 16 millions d'euros nécessaires à la réhabilitation du musée, du pavillon administratif et à la construction du centre de conservation des collections :
- 75 % sont supportés par la ville de Bordeaux ;
- 15 % sont supportés par la région Aquitaine ;
- 10 % sont supportés par l’État, notamment sous la forme d'une participation financière de l'Agence de l'environnement et de la maîtrise de l'énergie (EPIC) à un dispositif innovant de chauffage du musée, basé sur la récupération des calories d'un collecteur d'eaux usées traversant le sous-sol du jardin public.

## Localisation
Le Muséum d’histoire naturelle de Bordeaux se situe en Gironde, au Jardin public dans le quartier du Grand Parc, près de la place des Quinconces et du quartier des Chartrons, où il dispose de deux bâtiments : d'une part l’hôtel de Lisleferme, situé en bordure du jardin, le lieu de futures expositions (en travaux jusqu’en 2017), et d'autre part le pavillon administratif, situé dans le pavillon des anciennes serres du Jardin botanique, lieu d’accueil du public. Étant situé au cœur du jardin, ce service est accessible exclusivement pendant les horaires d’ouverture du jardin.
Le muséum est desservi par le réseau de tramway TBM via les stations Jardin Public (Ligne C) et Fondaudège Muséum (Ligne D).
Le muséum dispose d'un troisième bâtiment, le centre de conservation des collections, situé en banlieue de Bordeaux, à Bacalan.

## Fréquentation
| 2001   | 2002   | 2003   | 2004   | 2005   | 2006   | 2007   | 2008   | 2009   | 2010   | 2011   | 2012   | 2013   | 2014   | 2015   | 2016   |
| ------ | ------ | ------ | ------ | ------ | ------ | ------ | ------ | ------ | ------ | ------ | ------ | ------ | ------ | ------ | ------ |
| 31 197 | 37 472 | 31 500 | 39 240 | 65 988 | 59 554 | 68 580 | 39 736 | 14 541 | 10 846 | 12 260 | 14 062 | 24 774 | 22 725 | 14 392 | 20 936 |